# .md
.md는 몰도바의 인터넷 국가 코드 최상위 도메인이다. MoldData S.E. and MaxMD가 관리한다. 그리고 영어로 의사를 뜻하는 약자(medical doctor)이기도 하여 세계의 의학과 관련된 조직들이 이 도메인을 사용하기도 한다. 1994년에 개설되었다.

## 2차 도메인
공식 이용 약관에는 주 정부와 지방 정부 등에서 사용할 수 있는 2차 도메인이 다음과 같이 정의되어 있다:
- .com.md - 상업 단체
- .srl.md - 민간 유한회사
- .sa.md - 주식회사
- .net.md - 인터넷 서비스 제공업체
- .org.md - NGO 및 비영리 단체
- .acad.md- 학술 단체 및 교육기관

.com.md, .org.md, .info.md 및 .pro.md 3차 도메인 이름은 MoldData를 통해 12달러에 등록할 수 있다.

## 역사
.md 최상위 도메인은 1994년 3월에 Southern California의, IANA의 전신인 Information Sciences Institute에 의해 승인되었다. 최초의 몰도바 인터넷 서버인 mdearn.md는 1994년 1월 1일에 등록되었다. 1995년 5월에 .md는 몰도바 공화당 정보학 센터 (RCI)에 완전히 위임되었다.
1998년 RCI와 미국의 기업 Domain Name Trust는 1998년에 계약을 체결하여 .md 도메인의 관리 권한을 넘겨받았다. 이 회사는 2002년 10월에 파산하였고 이때 DotMD에 .md를 운영 할 수 있는 권한을 매각했다. 파산 법원 절차가 진행되는 동안인 2003년부터  .md 도메인을 몰도바에서 운영하게 되었다.